# Ziemia Króla Wilhelma
Ziemia Króla Wilhelma (duń. Kong Wilhelm Land) – region Grenlandii w środkowo-północnej części jej wschodniego wybrzeża. Na południe od niej rozciąga się Ziemia Króla Chrystiana X, a na północ Ziemia Króla Fryderyka VIII.
W całości obejmuje ją Park Narodowy Grenlandii. Ziemia ta ma wybrzeże fiordowe, w jego pobliżu na Morzu Grenlandzkim leży duża wyspa Shannon.